# アラクリティ (フリゲート)
アラクリティ（F174, HMS Alacrity）は、イギリス海軍の21型フリゲート。フォークランド戦争に投入された。イギリス軍を退役後にパキスタンが獲得し、タリク級駆逐艦バダル（Badr）となった。

## 艦歴
1982年5月11日、アルゼンチン軍の補給艦「イスラ・デ・ロス・エスタドス」を砲撃により撃沈した。これは、フォークランド戦争における唯一の水上艦同士の戦闘である。
1982年5月1日、ダガーによる1,000ポンド爆弾の至近弾により損傷した。5月10日には、「アロー」と共に209型潜水艦「サン・ルイス」による雷撃を受けたとされているが、この雷撃は失敗している。
1982年5月25日、輸送艦「アトランティック・コンベアー」がアルゼンチン軍のエグゾセ空対艦ミサイルで撃沈された際は、同艦の護衛艦の一隻であった。被弾した同艦に接舷し、消火と生存者の救助に当たっている。
1993年9月に、パキスタン海軍で駆逐艦「バダル」（D-184）として再就役した。引き渡し後の改装により、艦対艦ミサイルはハープーンとなり、ファランクスCIWSが装備されるなど、兵装はイギリス艦時代からかなり変化している。同じく再就役した他の21型フリゲート5隻とともに、パキスタン海軍の第25駆逐艦戦隊に配備された。
2013年に退役した。